# Riff Nienhagen
Das Riff Nienhagen (auch als „Künstliches Riff Nienhagen“ bezeichnet) ist ein zu Forschungszwecken angelegtes Künstliches Riff in der Nähe des Ostseebades Nienhagen. Es liegt im südwestlichen Teil des Fischereischutzgebiets (FSG) der Landesforschungsanstalt für Landwirtschaft und Fischerei (LFA) auf 11 bis 12 m Wassertiefe. Das Untersuchungsgebiet befindet sich etwa 8 km westlich von Warnemünde und nördlich des Ostseebades Nienhagen in einer Entfernung von rund 1,5 km vom Ufer. Das Riff besteht aus ungefähr 1400 Betonelementen und rund 2.500 t Naturstein und bedeckt eine Fläche von etwa 50.000 m². Damit wurden rund 18.000 m² zusätzliche Bewuchsfläche und zahlreiche Unterschlupfmöglichkeiten geschaffen.

## Gründe für ein künstliches Riff in der Ostsee
Die fischereilichen Ressourcen haben nicht nur im westlichen Teil der Ostsee einen abnehmenden Trend. Herkömmliche Managementmaßnahmen wie Mindestanlandelängen, Mindestmaschenweiten, zeitliche Fangverbote und zeitweilig gesperrte Gebiete erzielten keine ausreichenden Erfolge. Im Projekt „Künstliches Riff Nienhagen“ (2002–2008) suchte man nach alternativen Möglichkeiten zur Stabilisierung der Bestände an Wirtschaftsfischen. Im Ergebnis entstand vor Nienhagen ein großflächiges künstliches Unterwasserhabitat als Rekrutierungs-, Aufwuchs- und Ruhezone für die hier vorkommenden Fischarten.

## Die Riff-Elemente
| Elemente       | Beschreibung |
| -------------- | --- |
| 2-t-Tetrapode  | - Höhe einer freistehenden Tetrapode: 1,42 m - Gewicht: 2 t - Gesamtstückzahl: 820 |
| 6-t-Tetrapode  | - Höhe einer freistehenden Tetrapode: 2,08 m - Gewicht: 6 t - Gesamtstückzahl: 109 |
| Riffkegel      | - Höhe: 1,37 m - Gewicht: 1,8 t - Grundfläche: ⌀ 2,0 m - Wandstärke: 15 cm - Lochdurchbrüche: unregelmäßig verteilt, ca. 30 Stück mit ⌀ 10–25 cm - Gesamtstückzahl: 320                                                                                    |
| Betonring      | - Höhe: 0,75 m - Gewicht: 1,25 t - Grundfläche: ⌀ 2,68 m - Wandstärke: außen 9 cm, innen 6 cm - Lochdurchbrüche: außen 8 Stück mit ⌀ 25 cm, innen 6 Stück mit ⌀ 20 cm - Gesamtstückzahl: 130                                                               |
| Algentisch     | - Beinhöhe: 30 und 70 cm - Gewicht: ca. 4 t - Grundfläche: 2,5 × 4,5 m - Öffnung: 1 × 2 m - 9 Elemente mit Öffnung - Gesamtstückzahl: 18 |
| Netz           | - Netz horizontal: 100 mm Maschenschenkel und 5 mm Fadenstärke, Abmessungen 9 × 9 m - Netz vertikal: 100 mm Maschenschenkel und 5 mm Fadenstärke, Abmessungen 8 × 2 m - Kollektoren: 3-m-Leinen mit 10–20 mm Leinendurchmesser und 3–10 kg Auftriebskörper |
| Bewuchsgestell | - Höhe: verstellbar, maximal ca. 2 m - Kapazität: je Seite können 56 Probeplatten aufgenommen werden - Probeplatten: 9 × 24 cm |

## Aufbau

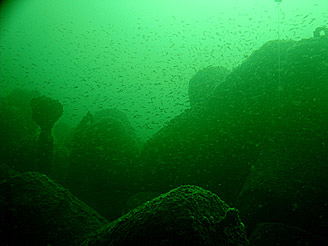
Riff-Strukturen

Riff-Aufbau

Das Riff ist auf einer rechteckigen Fläche angelegt. Die Seitenlängen betragen jeweils ca. 200 m. Fast alle Beton- und Natursteinelemente sind innerhalb dieses Rechtecks untergebracht.
- 130 Betonringe auf zwei Feldern in zwei Lagen
- 720 2-t-Tetrapoden auf zwei Feldern in drei Lagen
- 220 Riffkegel in 7 Gruppen (25–30 Stück pro Gruppe)
  - 1 Gruppe westlich
  - 6 Gruppen östlich
- 109 6t Tetrapoden einzeln (Abstand von 10–12,5 m)
  - 40 Stück südlich
  - 60 Stück westlich
  - 9 Stück nordöstlich
- 12 Algentische östlich
- 2500 t Naturstein auf zwei Feldern
  - 2000-t-Feld nördlich
  - 500-t-Feld südwestlich
- flexible Strukturen (Leinen und Netze) zwischen den einzelnen 6-t-Tetrapoden (westlich)
- horizontal und vertikal angebrachte Netztücher zwischen den 6-t-Tetrapoden
- Leinenkollektoren an gestapelten Betonringen, 2-t-Tetrapoden und Riffkegeln
- 5 Bewuchgestelle
- 3 Betonröhrenstapel

An zentraler Stelle ist eine Forschungsplattform platziert, die für die fischereilichen Untersuchungen, Unterwasserbeobachtung und Datenfernübertragung als technische Basis benötigt wird.

## Riff-Chronologie
| Jahr       | Ereignis |
| ---------- | --- |
| 1994–1995: | Studie „Die biologische und fischereiliche Situation in den Küstengewässern M-V; Grenzen und Möglichkeiten ihrer Beeinflussung durch künstliche Riffe“                                                                                             |
| 1996–1999: | Planung und vorbereitende Untersuchungen für die Errichtung eines künstlichen Riffes in den Küstengewässern M-V; Errichtung eines Versuchsriffes                                                                                                   |
| 1996–1998: | Entwurf, Projektierung, Realisierung und Ersteinsatz eines Neigungsmastes als telemetrische Langzeit-Mess- und Beobachtungsstation am Versuchsriff Nienhagen                                                                                       |
| 1999–2000: | Langzeittest des Telemetriemastes; Verbesserungen im Energie- und Kamerakonzept |
| 2002–2008: | Verbundprojekt „Erhöhung der fischereilichen Wertigkeit von Seegebieten vor der Küste Mecklenburg-Vorpommerns durch die Errichtung künstlicher Unterwasserhabitate. Aufbau eines Großriffs im Fischereischutzgebiet Nienhagen“                     |
| 2009–2012: | „Riffe in der Ostsee“ und „Erprobung eines Aquakulturvorhabens zur Produktion der Rotalge Delesseria sanguinea am Riff Nienhagen und weiterführende Untersuchungen für die wirtschaftliche Verwertung der sulfatierten Polysaccharide dieser Alge“ |

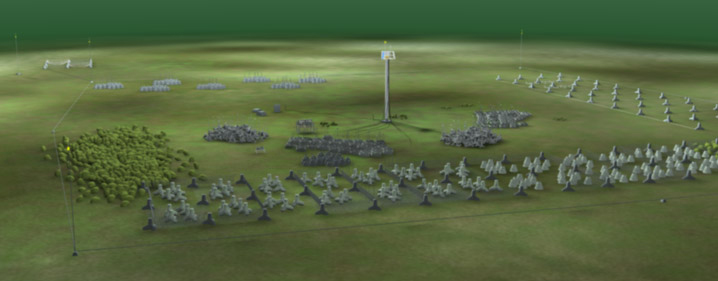
Übersicht der Riffstrukturen am Riff Nienhagen mit altem Telemetriemast

Während des Untersuchungszeitraums zwischen 2002 und 2008 ist die Artenvielfalt tendenziell gestiegen. Im Jahr 2003 wurden im Riffgebiet insgesamt 20 verschiedene Fischarten gesichtet. 2005 waren es bereits 25 und 2006 schon 29. Die Hauptfischarten am Riff sind Dorsch, Flunder, Steinbutt, Kliesche, Wittling, Klippenbarsch, Sandaal, Seeskorpion, Seehase, Hering, Grundeln. Seit 2007 wurden 7 neue Fischarten nachgewiesen: Köhler, Meeräsche, Zwergdorsch, Seenadel, Steinköhler, roter Knurrhahn. Seltene Exemplare wie z. B. Aalmutter und Hornfisch flossen nicht in die Statistik ein, da bei denen nur von einer zufälligen Verteilung ausgegangen werden konnte. Dominierende Art ist der Dorsch. Mit Hilfe von Dorschmarkierungen, wurde eine Wiederfangquote von 16,8 % ermittelt. Dieses Ergebnis war unerwartet hoch und spricht für die Standorttreue des Dorsches im Riff. Im Durchschnitt betrug die Fangbiomasse im Zeitraum von 2003 bis 2008: 33 kg pro Fangtag. Auch hier wurde eine tendenzielle Steigerung festgestellt. So betrug sie im Jahr 2004 29 kg und im Jahr 2006 43 kg.

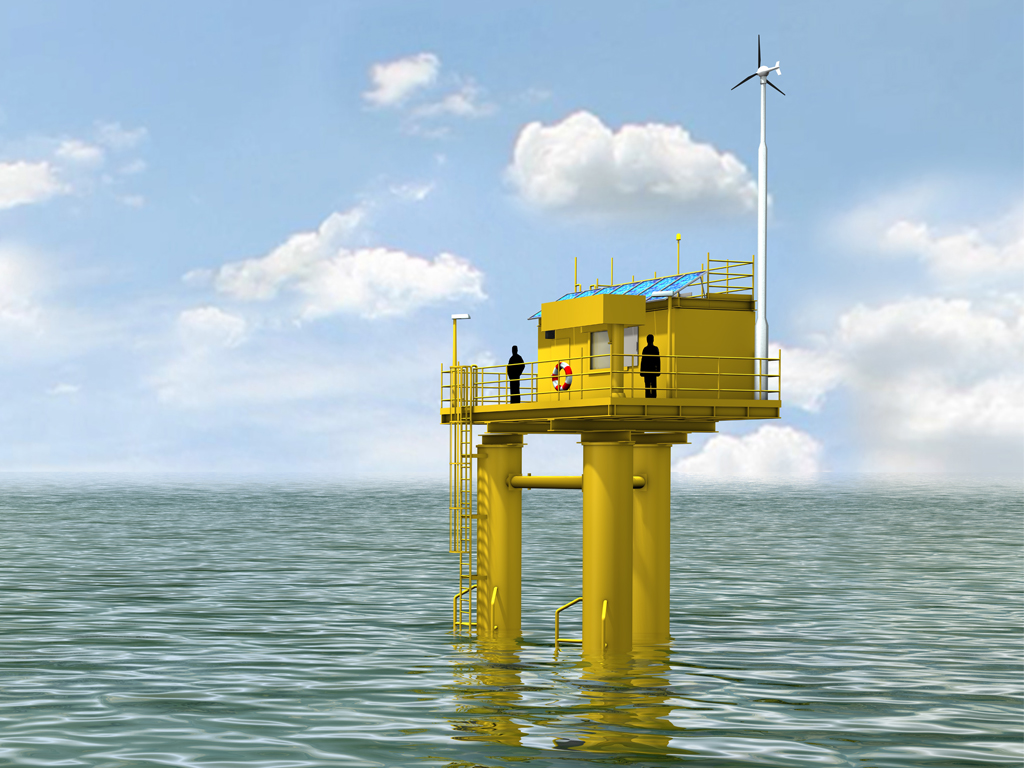
Forschungsplattform

Die Beobachtungen des Bewuchses im Bereich der Riff-Elemente ergaben einen rasanten Anstieg der Biomasse. Vier Wochen nach dem Versenken der ersten Elemente siedelten sich die ersten Seesterne an. Vereinzelt wurden Hydroidpolypen nachgewiesen. Rotalgen erschienen sehr früh und nach acht Wochen waren die Flächen fast vollständig mit einer braunen Detritusschicht überzogen. Diese bestand aus Schlickröhren von kleinen Polychaeten. Nach zwei Monaten kamen die ersten Miesmuscheln, Seepocken und Polypenstadien der Ohrenqualle. Der Bestand an Seesternen stieg rasant bis 2007. Hauptnahrungsmittel der Seesterne ist die Miesmuschel. So kam es zu saisonalen Schwankungen der Seestern- bzw. Miesmuschel-Bestände (weniger Seesterne = mehr Miesmuscheln). Nach sieben Monaten stieg der Anteil an Kieselalgen und es wurde eine Zunahme der Artenanzahl von Polychaeten und Bryozoen nachgewiesen. Die Gesamtbiomasse stieg rapide bis Dezember 2005 auf 2500 g/m². Bis 2008 stabilisierte sich diese auf 2100 g/m².
Zum 31. Juli 2010 wurde der bis dahin bestehende Telemetriemast durch eine neue Forschungsplattform ersetzt. Die darauf befindliche Arbeitsfläche von 40 m² mit einem Bürocontainer befindet sich 7 m über dem Meeresspiegel und ist in 12 m Wassertiefe mit drei Gründungspfählen im Meeresboden fixiert.
Autonome Energiequellen versorgen die Forschungsstation mit Strom. Drei Unterwasser- und eine Überwasserkamera zeichnen das Geschehen am Riff auf. Die Datenübertragung zum Festland erfolgt über WLAN.

## Forschung am Riff Nienhagen

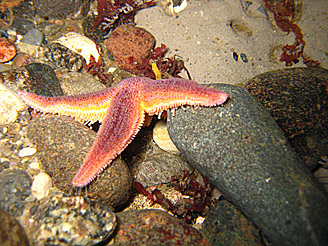
Seestern (Asterias rubens)

Der Titel der vierten Projektphase (2009–2012) lautete Riffe in der Ostsee und Erprobung eines Aquakulturvorhabens zur Produktion der Rotalge Delesseria sanguinea am Riff Nienhagen und weiterführende Untersuchungen für die wirtschaftliche Verwertung der sulfatierten Polysaccharide dieser Alge.
Basierend auf dem Projekt „Künstliches Riff - Nienhagen“ (2002–2008) wurden die Forschungsarbeiten unter dem neuen Projekttitel weitergeführt. Neue Forschungsmethoden kommen zum Einsatz.
Das Forschungsprojekt wurde durch den Europäischen Fischereifonds der Europäischen Union und das Ministerium für Landwirtschaft, Umwelt und Verbraucherschutz des Landes Mecklenburg-Vorpommern gefördert und lief vom 1. Januar 2009 bis zum 31. Dezember 2012. Das Projekt wurde bis zum 31. Oktober 2015 verlängert. Die Koordination obliegt der Landesforschungsanstalt für Landwirtschaft und Fischerei Mecklenburg-Vorpommern.

### Ziele

#### 2002 bis 2008

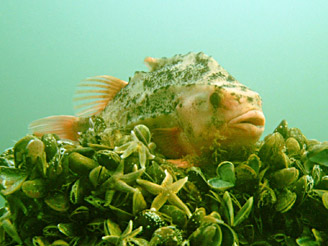
Seehase am Riff

- Nachweis der Erhöhung fischereilicher Wertigkeit
- Erfassen und Bewerten der Auswirkungen auf Artengemeinschaften durch künstliche Unterwasserhabitate
- Erfassen der Auswirkungen auf Verhalten lokaler Fischbestände
- Erhaltung fischereilicher Ressourcen
- Erfassen der Auswirkungen auf Bestandsstrukturen und -größen wichtiger Fischbestände durch Konzentrations- und Schutzmechanismen

#### 2009 bis 2012
- Bestimmung der Verweildauer von Dorschen in künstlichen Habitaten und des Wanderverhaltens möglicher lokaler Dorschbestände
- Ermittlung einer möglichen Verbesserung der natürlichen Wiederbesiedlungsrate und einer fischereilichen Aufwertung von Schütt- und Verklappungsstellen durch den Einbau künstlicher Habitate
- Erprobung einer kleintechnischen Experimentalanlage für die Aufzucht der Rotalge Delesseria sanguinea als Teilschritt zwischen Labor- und großtechnischer Produktionsanlage
- Entwicklung eines marktfähigen Produktes auf der Basis von Delesseria sanguinea und von einem leicht handhabbaren Kontroll- und Analyseverfahren für die industrielle Produktion

### Fachliteratur
- Landesforschungsanstalt für Landwirtschaft und Fischerei Mecklenburg-Vorpommern: Künstliches Riff Nienhagen. In: Mitteilungen der Landesforschungsanstalt für Landwirtschaft und Fischerei Mecklenburg-Vorpommern, Heft 38, Gülzow August 2007, ISSN 1618-7938
- Landesforschungsanstalt für Landwirtschaft und Fischerei Mecklenburg-Vorpommern: Jahresbericht 2009. In: Mitteilungen der Landesforschungsanstalt für Landwirtschaft und Fischerei Mecklenburg-Vorpommern, Heft 42, Gülzow April 2009, ISSN 1618-7938
- Landesamt für Landwirtschaft, Lebensmittelsicherheit und Fischerei: Fischerei & Fischmarkt in Mecklenburg-Vorpommern.

### Tageszeitungen
- Norddeutsche Neueste Nachrichten: EU-Riff-Projekt für Dorsch & Co., Nr. 128/57, 5. Juni 2009
- Norddeutsche Neueste Nachrichten: Pralles Leben am künstlichen Riff, Nr. 128/57, 5. Juni 2009
- Ostsee-Zeitung: Zweites Beton-Riff geplant, 5. Juni 2009, Ausgabe Rostock
- Ostsee-Zeitung: Künstliches Riff bekommt Forschungs-Plattform, 5. Juni 2009, Ausgabe Rostock